# De tuf-tuf-club
De tuf-tuf-club is het eenentwintigste stripverhaal uit de reeks van Suske en Wiske. Het is geschreven en goeddeels getekend door Willy Vandersteen. Het werd gepubliceerd in De Standaard en Het Nieuwsblad van 13 juni 1951 tot en met 27 oktober 1951.
De eerste albumuitgave was in 1952, destijds in de Vlaamse ongekleurde reeks met nummer 14. De originele titel was De tuftuf klub. In 1972 verscheen het verhaal opnieuw in de Vierkleurenreeks met albumnummer 133. De geheel oorspronkelijke versie werd in 1995 heruitgebracht in Suske en Wiske Klassiek en in 2005 nogmaals voor een actie van enkele kranten uit de VUM-groep.
Dit verhaal vormde ook de inspiratie voor een verhaal uit de hommage-reeks; De Vroem-Vroem-Club (2021).

## Locaties
- Kommersbonten[1] met het kasteel en het Duivelsveld van baron van Stiefrijke

## Personages
- Suske, Wiske, tante Sidonia, Lambik, professor Barabas, baron van Stiefrijke, Bert Kaduum (veldwachter), Kovertol (de heks), de Zwarte Raaf, de Tuf-Tuf-club, Hippoliet (knecht van de baron), boer Struif

## Uitvindingen
In dit verhaal wordt de teletijdmachine voor het eerst gebruikt om daadwerkelijk naar een ander tijdperk te reizen. In Het eiland Amoras kon de teletijdmachine alleen nog beelden uit het verleden tonen.

## Het verhaal
Al meerdere nachten wordt er in gemeentehuizen ingebroken, waarna de archieven door elkaar worden gegooid. Er wordt niks gestolen en de politie houdt deze nacht het juiste gemeentehuis in de gaten. De politie schiet op de verdachte en raakt zijn bolhoed. De politie volgt met een hond een spoor. Ze komen bij het huis van tante Sidonia, waar Lambik logeert. De agenten vertellen dat ze denken dat een grote zwarte vogel de dader is. Lambiks bolhoeden blijkt echter geen gaten te vertonen. Tante Sidonia wordt bewusteloos gevonden met een bolhoed met een gat erin, en met een mosterdbad wordt ze weer bijgebracht.
Tante Sidonia laat haar familiefoto's zien en vertelt over een van haar voorvaderen, de baron van Stiefrijke, die rond 1854 op het kasteel te Kommersbonten woonde. Hij heeft een briefje achtergelaten dat een zwarte raaf zijn nakomelingen zal komen opzoeken na honderd jaar. Nauwelijks heeft ze dit verteld of een zwarte raaf met bolhoed dringt hun huis binnen en ontvoert tante Sidonia. Suske, Wiske en Lambik zien tante verdwijnen in een vliegende auto met de zwarte raaf. Tante Sidonia wordt naar een ruïne bij Kommersbonten in het jaar 1854 gebracht, waar ze de leden van de Tuf-Tuf-club hoort praten. De volgende dag wordt ze door Bert Kaduum aangezien voor Sidonia van Stiefrijke, die in Engeland verbleef. Ze gaat ook naar het kasteel van baron van Stiefrijke.
Professor Barabas heeft de teletijdmachine zo aangepast dat deze Lambik, Suske en Wiske naar het verleden stuurt. Ze komen bij de heks Kovertol terecht en blijven daar overnachten. De raaf komt daar echter ook en weet wie ze zijn, waarop de Tuf-Tuf-club snel wordt gewaarschuwd door het duo. Dit genootschap is vijand van voetgangers en dieren en ze houden de wegen van Kommersbonten vrij. Wiske redt een meisje voordat ze wordt aangereden, en haar vader zegt de vrienden altijd te willen helpen. Ze mogen in een huis van hem bij het Duivelsveld wonen. De vrienden gaan naar het kasteel, maar tante Sidonia herkent hen op dat moment niet.
De vrienden krijgen informatie van Hippoliet en Lambik gaat op zoek naar Kovertol en de raaf. Lambik hoort dat baron van Stiefrijke zijn landgoed (het Duivelsveld) niet wilde verkopen aan Kovertol. Hij reed later de raaf van Kovertol per ongeluk dood, en zij vervloekte hem daarvoor. Met een Zwarte Raaf is zij nu samen met de Tuf-Tuf-club op een moorddadig pad. Wiske wordt door de heks gepakt en hoort dat zij het Duivelsveld moet bemachtigen voor de Duivel voordat de kermis begint. De heks hangt Wiske in de haard en verwacht dat Wiske door vuur d.m.v. zonlicht verbrand is als ze terugkomt. Wiske weet echter het brandglas te bedekken. De volgende dag is het jaarmarkt in Kommersbonten en de heks dreigt de Tuf-Tuf-club op deze drukke dag de weg op te sturen als het Duivelsveld niet wordt afgestaan.
Op het Duivelsveld vergaderden in vroegere tijden heksen bij de steenkring. De baron tekent met tegenzin en de heks kan vluchten met de verkoopakte. De vrienden achtervolgen de heks en als Lambik op tante Sidonia botst krijgt ze haar geheugen terug. De raaf stuurt de Tuf-Tuf-club de weg op en tante Sidonia waarschuwt de boeren in een herberg dat hun vee in gevaar is. Ze winnen van de Tuf-Tuf-club en de leden worden in een auto gezet om te verongelukken. De auto wordt gestopt door de vrienden die samen met de brandweer, maar Kovertol en de Zwarte Raaf gaan er met de auto vandoor en scheuren door het dorp.
Met een luchtballon die op de jaarmarkt aanwezig was, achtervolgen de vrienden de auto naar het Duivelsveld. In een steenkring wil Kovertol haar spreuk opzeggen, maar dan flitst professor Barabas toevallig Schanulleke met een schroefsleutel terug in de tijd. Schanulleke slaat toevallig de heks bewusteloos en Lambik schiet een wolk lek vanuit de luchtballon. In de stralende zon begint het te regenen (kermis in de hel). De heks is nu haar tovermacht kwijt en verdwijnt plotseling. Voordat de raaf kan zeggen wie hij is, worden de vrienden weer naar hun eigen tijd geflitst.
Ook de raaf wordt naar deze tijd gehaald door professor Barabas, het blijkt baron van Stiefrijke zelf te zijn. De heks wilde hem voor altijd als raaf laten rondlopen. De baron wordt rondgeleid in deze tijd en hij krijgt samen met Lambik een ongeluk in het drukke verkeer. Als Suske, Wiske en tante Sidonia hem willen opzoeken in het ziekenhuis blijkt hij vertrokken te zijn. Professor Barabas vertelt dat hij graag terug wilde naar zijn eigen tijd, nadat hij in de krant las dat er in België in 1953 61.098 verkeersongelukken waren.

## Achtergronden bij het verhaal
- De naam "Van Stiefrijke" betekent in het West-Vlaams "heel rijk".
- "Bert Kaduum" is een woordspeling op "Bébé Cadum", een reclamefiguur voor het Franse zeepmerk Cadum, dat ook erg populair was in België.
- De naam Kommersbonten is gebaseerd op de Vlaamse pejoratieve plaatsuitdrukking Bommerskonten.
- Tijdens het dorpsfeest zingt een man in de latere Nederlandstalige kleurenversie, waarbij sommige teksten zijn gewijzigd in Mien waar is me feestneus?, afkomstig van Toon Hermans.
- Er was in Nederland en België ook een website en vereniging met de naam Tuf-tuf Club, die haar naam ontleende aan dit verhaal. Deze vereniging stelde zich tot doel om snelheidscontroles te frustreren, maar hun werkwijze en attitude was omstreden. Onder de naam Tuf Tuf Club werden dan ook enkele flitspalen vernietigd.[2]
- In dit verhaal spelen auto's een belangrijke rol, maar dit is historisch onjuist aangezien het grotendeels in 1854 speelt. Het gebruik van de auto deed zijn intrede pas in 1885 en autogebruik werd pas in 1905 algemeen.